# Râul Golumbu
Râul Golumbu sau Râul Columbu este un curs de apă, afluent al râului Miniș. 

## Hărți
- Munții Anina [nefuncțională – arhivă]
- Harta Județului Caraș-Severin